# Frankeshoven
Frankeshoven ist der kleinste Ortsteil der Stadt Elsdorf im Rheinland. Elsdorf ist eine Stadt im Rhein-Erft-Kreis, Nordrhein-Westfalen.

## Lage
Frankeshoven liegt zwischen Oberembt und Niederembt. Am nördlichen Ortsrand fließt der Finkelbach. Am südlichen Rand führt die Landesstraße 213 vorbei.

## Geschichte
Frankeshoven ist durch die Dorfstraße immer in zwei Teile geteilt gewesen. Der westliche Teil gehörte früher zum Gericht Oberembt, Amt Kaster, Herzogtum Jülich; der östliche zum Gericht Verkeshoven, Amt Bergheim, Herzogtum Jülich.
Bis ins 18. Jahrhundert lag in Ortsnähe die Burg Frankeshoven, der Stammsitz der Herren von Frankeshoven.

## Verkehr
Frankeshoven liegt im Verbundgebiet des VRS. Die Buslinien 937, 950 und 988 der Rhein-Erft-Verkehrsgesellschaft verbinden den Ort mit Elsdorf, Bergheim und Bedburg. Zusätzlich verkehren einzelne Fahrten der AVV-Linie 283 des Rurtalbus nach Elsdorf und Rödingen.
| Linie | Betreiber | Verlauf |
| ----- | --------- | --- |
| 283   | Rurtalbus | Rödingen – Bettenhoven – Oberembt – Niederembt – Esch – Elsdorf |
| 937   | REVG      | Schülerverkehr: Oberembt – Frankeshoven – Niederembt – Tollhausen – Esch – Angelsdorf – (Neu-Etzweiler –) Elsdorf – Zieverich – Bergheim |
| 950   | REVG      | Weiden Zentrum (Stadtb.) – Königsdorf Bf – Quadrath-Ichendorf Bf – Kenten – Bergheim Bf – Zieverich – Thorr – Grouven – Berrendorf – Giesendorf – Elsdorf – Angelsdorf – Esch – Niederembt – Frankeshoven – Oberembt – Bettenhoven – Rödingen |
| 988   | REVG      | (Stammeln – Heppendorf – Widdendorf – Grouven – Berrendorf-Wüllenrath – Giesendorf –) Elsdorf – Angelsdorf – Esch – Tollhausen – Oberembt – Frankeshoven – Niederembt – Bedburg Schulzentrum / (Kirdorf – Blerichen – Bedburg Bf)             |